# Rabeeah Musa
Rabeeah Musa (tiếng Ả Rập: ربيعة موسى) là một ngôi làng Syria nằm ở Sinjar Nahiyah ở huyện Maarrat al-Nu'man, Idlib. Theo Cục Thống kê Trung ương Syria (CBS), Rabeeah Musa có dân số 22 người trong cuộc điều tra dân số năm 2004.